# André de Montbard
André de Montbard (geboren ca. 1103 - Jeruzalem, 17 januari 1156) was de vijfde grootmeester in de Orde der Tempeliers en medeoprichter van diezelfde orde (zie ook Hugo van Payns).
André was vermoedelijk afkomstig uit Bourgondië en was vermoedelijk een oom van geestelijk leider Bernard van Clairvaux. Hij nam het grootmeesterschap over van Bernard de Tremelay nadat deze was gesneuveld in 1153. Na zijn dood in 1156 werd hij opgevolgd door Bertrand de Blanchefort.